# Florian Eckert
Florian Eckert (* 7. Februar 1979 in Lörrach) ist ein ehemaliger deutscher Skirennläufer. Seine Spezialdisziplin war die Abfahrt. Er wuchs in Bad Tölz auf, fuhr aber für den Skiclub Lenggries und machte im Internat in Oberstdorf das Abitur.
Bei seinen ersten Skiweltmeisterschaften 2001 in St. Anton am Arlberg wurde er hinter den beiden Österreichern Hannes Trinkl und Hermann Maier überraschend Dritter im Abfahrtslauf und gewann die Bronzemedaille. Danach konnte er seine Leistungen mit zwei zweiten Plätzen in Abfahrten in Norwegen bestätigen. Wegen einer schweren Knieverletzung, die er sich im Herbst desselben Jahres zuzog, musste er zwei Jahre pausieren. Seinen größten Erfolg konnte er bei den Skiweltmeisterschaften 2005 in Bormio feiern, als er im Mannschaftswettbewerb die Goldmedaille gewann und außerdem Platz sechs im Super-G und Platz 12 in der Abfahrt erreichte. Sechsmal war er Deutscher Meister in den Disziplinen Abfahrt (2), Slalom (1) und Super-G (3).
Aufgrund fortwährender Knieprobleme erklärte Florian Eckert am 14. September 2005 seinen Rücktritt als Skirennläufer. Im März 2010 hat er an der Fachhochschule München das Studium der Feinwerktechnik abgeschlossen. Im Organisationskomitee der Alpinen Skiweltmeisterschaften 2011 in Garmisch-Partenkirchen war er Rennleiter für die Herrenwettbewerbe.